# Jaroslav Novák (grafik)
Jaroslav Novák, křtěný Jaroslav Antonín (15. září 1890 Brandýs nad Labem – 1. ledna 1943 Praha), byl český malíř a grafik amatér.

## Život
Narodil se v Brandýse nad Labem do rodiny truhláře Františka Nováka. Po absolvování základního vzdělání se vyučil u svého otce truhlářem. Byl autodidakt, umělecké vlohy měl od raného mládí a svou píli dosáhl vysokého mistrovství v technikách leptu a dřevorytu. Ve své profesi truhláře byl rovněž velmi zručný a dovedl postavit dobré housle či violoncello, na které úspěšně hrál. Zpočátku se soustředil především na grafiku, později se věnoval i malbě. Vytvořil mnoho grafických listů, Ex libris, ilustrací v muzejních ročenkách a pohlednic, věnoval se též reklamní tvorbě a bibliofilským tiskům. Ve svých dílech zachycoval mizející zákoutí Brandýsa, Staré Boleslavi a nepomíjel ani polabskou krajinu. Rovněž se okrajově věnoval kresleným vtipům, které vycházely v Humoristických listech.
Zemřel na Nový rok roku 1943 v nemocnici na Bulovce.

## Výstavy

### Autorské
- 1990 – Jaroslav Novák 1890 – 1943, Arnoldinovský dům, Brandýs nad Labem-Stará Boleslav

### Společné
- 1954 – Členská výstava srpen 1954, Mánes, Praha
- 1986 – Portrétní tvorba 19.-20. století, Městské muzeum, Čelákovice

## Galerie

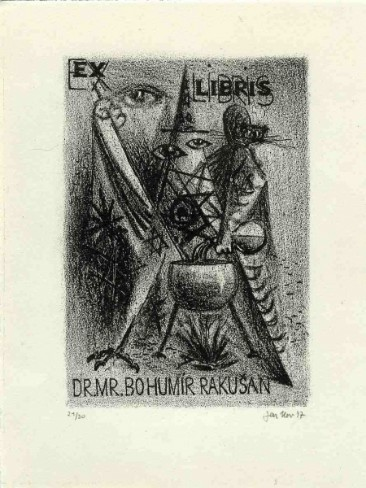
Ex libris Dr. Mr. Bohumíra Rakušana
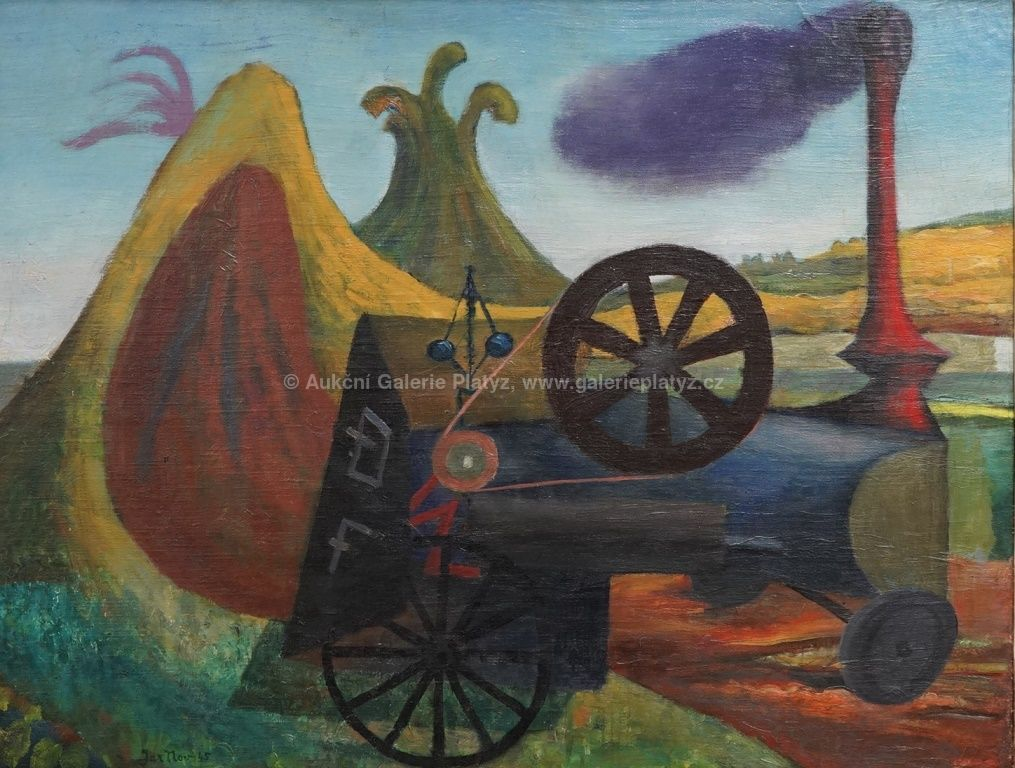
Parní stroj
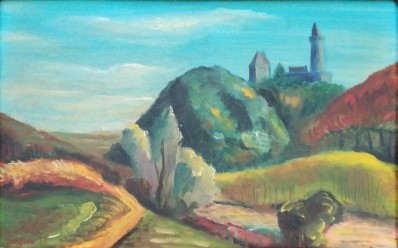
Pohled na hrad (1943)
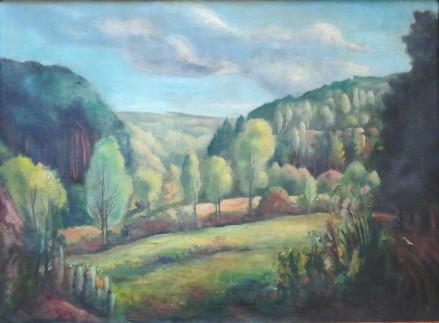
Zelené údolí
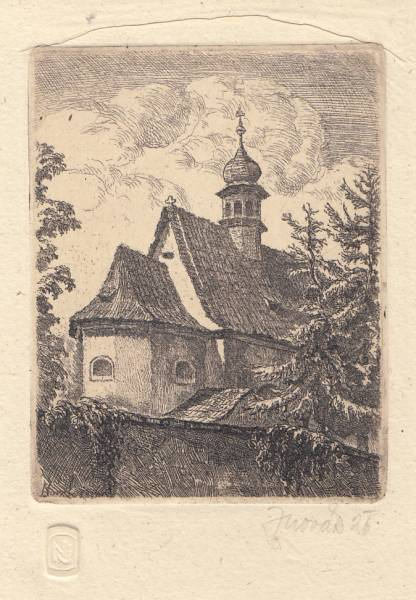
Kostelík sv. Petra v Brandýse nad Labem (1926), lept
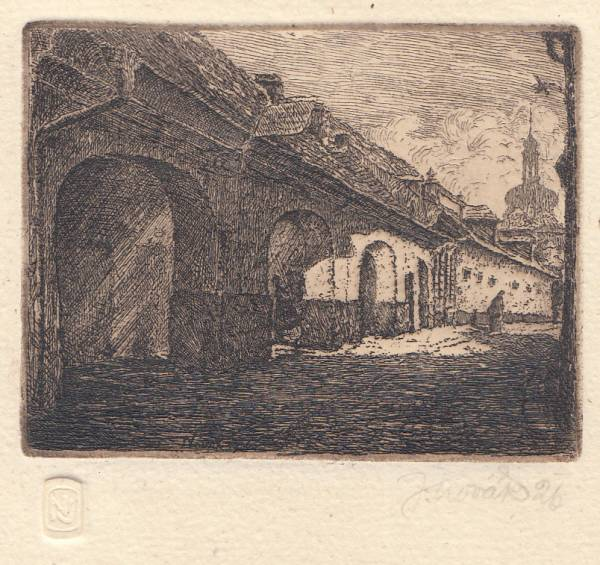
Kostelní ulice v Brandýse nad Labem (1926), lept